# Jamie Lee Curtis
Jamie Lee Curtis (sinh ngày 22 tháng 11 năm 1958) là một diễn viên điện ảnh Hoa Kỳ, và cũng là tác giả của nhiều cuốn sách cho trẻ em. Một trong những vai diễn nhiều ấn tượng của cô là vai chính trong phim True Lies. Mặc dù cô bắt đầu được biết đến như một "nữ hoàng la thét" ("scream queen") bởi đã bắt đầu nghiệp diễn của mình trong các phim kinh dị như Halloween, The Fog, Prom Night và Terror Train, Curtis đã nhanh chóng chinh phục được khán giả bằng các vai diễn đa dạng trong nhiều thể loại phim khác nhau. Cuốn sách xuất bản năm 1998 của cô, Today I Feel Silly, and Other Moods That Make My Day, đã lọt vào danh mục sách bán chạy nhất (best-seller) của tờ The New York Times. Cô đã kết hôn với nam diễn viên, nghệ sĩ Christopher Guest (Huân tước Haden-Guest) và mặc dù là phu nhân của một huân tước, với danh hiệu Phu nhân Haden-Guest, cô không khi nào dùng danh hiệu này ở Hoa Kỳ. Cô là phát ngôn viên cho Activia. Cô còn là một blogger cho tờ The Huffington Post, ấn bản điện tử.

## Sự nghiệp điện ảnh
| Năm  | Tựa phim                      | Vai diễn                 | Ghi chú                                                   |
| ---- | ----------------------------- | ------------------------ | --------------------------------------------------------- |
| 1978 | Halloween                     | Laurie Strode            |                                                           |
| 1980 | The Fog                       | Elizabeth Solley         |                                                           |
| 1980 | Prom Night                    | Kim Hammond              |                                                           |
| 1980 | Terror Train                  | Alana Maxwell            |                                                           |
| 1981 | Roadgames                     | Pamela 'Hitch' Rushworth |                                                           |
| 1981 | Halloween II                  | Laurie Strode            |                                                           |
| 1982 | Halloween III                 | Phone Operator           | voice only, uncredited                                    |
| 1983 | Trading Places                | Ophelia                  |                                                           |
| 1984 | Love Letters                  | Anna Winter              |                                                           |
| 1984 | Grandview, U.S.A.             | Michelle 'Mike' Cody     |                                                           |
| 1985 | Perfect                       | Jessie                   |                                                           |
| 1985 | Amazing Grace and Chuck       | Lynn Taylor              |                                                           |
| 1988 | Dominick and Eugene           | Jennifer Reston          |                                                           |
| 1988 | A Fish Called Wanda           | Wanda Gershwitz          |                                                           |
| 1988 | Halloween 4                   | Laurie Strode            | photo only, uncredited                                    |
| 1990 | Blue Steel                    | Megan Turner             |                                                           |
| 1991 | Queens Logic                  | Grace                    |                                                           |
| 1991 | My Girl                       | Shelly DeVoto            |                                                           |
| 1992 | Forever Young                 | Claire Cooper            |                                                           |
| 1994 | My Girl 2                     | Shelly DeVoto Sultenfuss |                                                           |
| 1994 | Mother's Boys                 | Judith 'Jude' Madigan    |                                                           |
| 1994 | True Lies                     | Helen Tasker             |                                                           |
| 1996 | House Arrest                  | Janet Beindorf           |                                                           |
| 1997 | Fierce Creatures              | Willa Weston             |                                                           |
| 1998 | Halloween H20: 20 Years Later | Laurie Strode/Keri Tate  |                                                           |
| 1998 | "Nicholas' Gift"              | Maggie Green             |                                                           |
| 1999 | Virus                         | Kelly Foster             |                                                           |
| 2000 | Drowning Mona                 | Rona Mace                |                                                           |
| 2001 | The Tailor of Panama          | Louisa Pendel            |                                                           |
| 2002 | Halloween: Resurrection       | Laurie Strode            |                                                           |
| 2003 | Freaky Friday                 | Tess Coleman             |                                                           |
| 2004 | Christmas with the Kranks     | Nora Krank               |                                                           |
| 2005 | The Kid & I                   | Herself                  |                                                           |
| 2008 | Beverly Hills Chihuahua       | Aunt Viv                 |                                                           |
| 2009 | Labor Pains                   | Annie Dixon              |                                                           |
| 2018 | Halloween                     | Laurie Strode            |                                                           |
| 2022 | Cuộc chiến đa vũ trụ          | Deirdre Beaubeirdre      | Đoạt giải – Giải Oscar cho nữ diễn viên phụ xuất sắc nhất |
| 2024 | Borderlands: Trở lại Pandora  | Tiến sĩ Patricia Tannis  |                                                           |